# Trigonostemon quocensis
Trigonostemon quocensis är en törelväxtart som beskrevs av François Gagnepain. Trigonostemon quocensis ingår i släktet Trigonostemon och familjen törelväxter. Inga underarter finns listade i Catalogue of Life.